# Ion Lotreanu
Ion Lotreanu, numele la nastere: Labusca (n. 2 mai 1940, Alimpești, județul Gorj – d. 22 mai 1985, Bucuresti) a fost un poet, prozator și eseist român.
Fiul lui Petre Lăbușcă și al Mariei (n. Albeanu), țărani. Liceul la Târgu Jiu și Câmpulung Moldovenesc (1954-1957); absolvent al Liceului Militar „Ștefan cel Mare" din Câmpulung Moldovenesc (1957); urmează Școala Militară de Ofițeri Activi din Sibiu (1957-l960) și Facultatea de Filologie a Universității din București (1966-1970). Ofițer de carieră (1960-1973).
Redactor la revista Viața militară (1966-l973); secretar de redacție la revista Săptămâna (din 1973). Debutează în ziarul Apărarea patriei (1959), iar editorial cu volum de versuri Azimut (1971). Alte volum de poezii: Aerul de sub fluturi (1974), Punctul sensibil (1976), Acordul cu lumea (1978), Ochiul mierlei (1979). Colaborează la Ateneu, Contemporanul, Luceafărul, România literară, Tribuna etc. 
Grija pentru varietatea prozodică, metaforică și tematică este caracteristică poeziei lui Ion Lotreanu. Voi de critică și eseistică literară: Analogia suverană (1975), Creație și implicare (1976), Introducere în opera lui Mircea Eliade (1980), Despre analogie și alte eseuri (1982). Romane: Elvira și locotenentul(1978), Iluzia (1981), Cârtița albă (1984), Cămașa de mire (1985).

## Opere
- Aerul de sub fluturi,
- Punctul sensibil,
- Creație și implicare,
- Caligrafii critice,
- Iluzia.